# Shirley Bloomer
Shirley Bloomer-Brasher (Grimsby, 13 giugno 1934) è un'ex tennista britannica.

## Biografia
Nel 1957 vinse gli Internazionali d'Italia battendo in finale Dorothy Head Knode con il punteggio di 1-6, 9-7, 6-2.  Nello stesso anno agli Open di Francia, si aggiudicò il torneo di singolare sconfiggendo sempre la Knode per 6-1, 6-3 e, in coppia con Darlene Hard, anche il doppio, superando Yola Ramírez e Rosie Reyes per 7-5, 4-6, 7-5.
L'anno successivo, sempre a Parigi, perse in finale contro Zsuzsa Körmöczy in una sfida impegnativa. Il risultato finale fu 6-4, 1-6, 6-2 per la Körmöczy. Si rifece aggiudicandosi il torneo di doppio misto, in coppia con Nicola Pietrangeli.
Nel doppio femminile, ha vinto anche gli Internazionali d'Italia 1958, in coppia con Christine Truman ed è giunta in finale nel 1960, con Ann Haydon-Jones.
Nel misto, oltre al Roland Garros, si è aggiudicata gli Internazionali d'Italia 1958, in coppia con Giorgio Fachini, dopo essere giunta due volte in finale, nel 1956 e nel 1957.
Nel 1959 sposò Chris Brasher; i due ebbero tre figli fra cui Kate che seguì le orme della madre.